# Ludwinowo (Sławęcin)
Ludwinowo – osada wsi Sławęcin w Polsce położona w województwie mazowieckim, w powiecie żuromińskim, w gminie Bieżuń}.
W latach 1975–1998 miejscowość należała administracyjnie do województwa ciechanowskiego.
Wiktor Mieszkowski w Bieżuńskich Zeszytach Historycznych pisze, że nazwa wsi jest z pewnością dzierżawcza, na co wskazuje formant -owo, charakterystyczny na Mazowszu. Powstała najprawdopodobniej od imienia później zmodyfikowanego - Ludwik lub od spieszczonej formy żeńskiego imienia Ludwinia
Słownik geograficzny Królestwa Polskiego z roku 1884 podaje:
Ludwinowo, osada nad rzeką Działdówką, pow. sierpecki, gm. Stawiszyn, par. Radzanów, odległość 27 wiorst od Sierpca, ma 1 dom, 6 mieszkańców, 28 mórg gruntu.